# Фаун Сіпрасейт
Фаун Сіпрасейт (англ. Phoune Sipraseuth) (16 лютого 1920 — 8 грудня 1994) — лаоський політик. Віце-прем'єр-міністр Лаосу. Міністр закордонних справ Лаосу (1975-1993).

## Життєпис
Народився 16 лютого 1929 року в Саваннахеті, він був молодшим державним службовцем у відділі громадських робіт, коли він приєднався до національно-визвольного руху Лао Іссара, який виступав за незалежність Лаосу та проти повернення адміністрації французького протекторату. Він воював у битві при Тахеку. Однак замість того, щоб тікати до Таїланду, Фоун приєднався до Комітету Лао-Іссара за опір Лаосу на Сході, що діяв з В'єтнамом вздовж лаосько-в'єтнамської кордону. У 1950 році він став членом Комуністичної партії Індокитаю і в серпні того ж року взяв участь у з'їзді фронту Вільного Лаосу як представник південного Лаосу. Протягом наступних кількох років до підписання Женевських угод 1954 р. Фаун проводив партизанські операції вздовж Лаосько-В'єтнамського кордону у тісній співпраці з В'єтнамом. Згодом Фаун був призначений начальником військової делегації Патет Лао, домовляючись про інтеграцію сил Пате Лао в армію Королівського Лаосу, у званні полковника. Він був обраний членом Центрального комітету Лаоської народної партії в 1955 році і Лаоського патріотичного фронту в січні 1956 р. З серпня 1956 р. до обрання депутатом Тахека на додаткових виборах у травні 1958 р. до Національних зборів Фоун був членом місії зв'язку Патет Лао у В'єнтьяні. У липні 1959 р. він був заарештований разом з іншими представниками Патет Лао та втік з ними в травні 1960 р. Після перевороту 1960 р. та відступу нейтралістських сил на рівнину балонів Фаун обіймав посаду віце-президента Вищого військового комітету. У 1964 році після розпаду другого коаліційного уряду його було переобрано до Центрального комітету Лаоського патріотичного фронту та призначено членом Вищої військової ради фронту в званні генерала. У 1972 р. Фаун був обраний до Політичного бюро партії Лаоської Народної Революції. Як і Кейсон Фомвіхан, і Нухак Фумсаван, він не працював ні в другому, ні в третьому урядах коаліції. Однак у грудні 1975 року, утворивши Демократичну республіку Лаоської Народної Республіки, Фаун був названий одним із чотирьох віце-прем'єр-міністрів та міністром закордонних справ. В ході реорганізації уряду після Третього конгресу 1982 року він зберіг обидві посади і продовжував, незважаючи на періодичні захворювання, виконувати функції міністра закордонних справ протягом 1980-х років. До відставки після П'ятого з'їзду партії в березні 1991 р. він посів четверте місце в Політбюро.
Він помер 8 грудня 1994 р. та був похований з державними почестями у місті В'єнтьян, Лаос.